# Fregata białobrzucha
Fregata białobrzucha (Fregata andrewsi) – gatunek dużego ptaka z rodziny fregat (Fregatidae). Gniazduje endemicznie na Wyspie Bożego Narodzenia na Oceanie Indyjskim. Narażony na wyginięcie.

## Taksonomia
Po raz pierwszy gatunek opisał Gregory Macalister Mathews w 1914 na łamach Austral avian record. Autor opisał jedynie, jak na podstawie upierzenia odróżnić fregatę białobrzuchą od innych fregat. Nadał nowemu gatunkowi nazwę Fregata andrewsi. Nazwa jest obecnie (2020) podtrzymywana przez Międzynarodowy Komitet Ornitologiczny (IOC); uznaje on F. andrewsi za gatunek monotypowy. Dawniej gatunek ten był włączany do fregaty orlej (F. aquila).

## Morfologia
Długość ciała wynosi 89–100 cm, masa ciała samca około 1400 g, samicy około 1550 g; rozpiętość skrzydeł 205–230 cm. Występuje dymorfizm płciowy w upierzeniu. Dorosły samiec ma upierzenie w większości czarne z zielonym połyskiem; na brzuchu widoczna jest biała plama. Dziób ciemnoszary, na końcu zagięty. Występuje czerwony worek gardłowy. Samica nie ma worka gardłowego, a jej dziób jest różowy. Ponadto wyróżnia się większymi rozmiarami, ma biały nie tylko brzuch, ale i pierś. Wierzch ciała upierzony tak samo u ptaków obu płci. Zarówno u samców, jak i samic występuje jasny pasek w górnej części skrzydła, a ogon jest rozwidlony. Nogi matoworóżowe, u samic stopy są różowe, u samców czarne. Osobniki młodociane mają różne stadia upierzenia, wraz z wiekiem tracą coraz więcej brązowych piór na głowie i zyskują coraz więcej białych piór na brzuchu.

## Zasięg występowania
Fregaty białobrzuche gniazdują jedynie na Wyspie Bożego Narodzenia. Żerują na przyległym obszarze Oceanu Indyjskiego, głównie w obrębie Archipelagu Malajskiego po Morze Południowochińskie, Morze Andamańskie, Zatokę Tajlandzką, Morze Sulu i u wybrzeży południowo-zachodniego Celebesu. Według niektórych źródeł gniazdują również na Wyspach Anambas, ale brak na to dobrych dowodów.

## Ekologia i zachowanie
Większość czasu fregaty białobrzuche spędzają na ciepłych, mało zasolonych otwartych wodach Oceanu Indyjskiego. Gniazdują na wysokich drzewach. Pożywieniem tych fregat są przedstawiciele ptaszorowatych, kałamarnice i inne zwierzęta morskie, odnotowano również jaja i pisklęta ptaków morskich, padlinę, a nawet prostoskrzydłe. Większość zdobyczy zbiera z powierzchni wody w locie, ale niekiedy wykazuje też kleptopasożytnictwo i odbiera zdobycz ptakom w locie. Podczas sezonu lęgowego ptaki żerują setki, a nawet tysiące kilometrów od kolonii. Podczas badań przeprowadzonych z pomocą telemetrii satelitarnej okazało się, że jedna samica mająca pod opieką podrośnięte już pisklę odbyła jedną 26-dniową wędrówkę przez 4000 km.

### Lęgi
Fregaty białobrzuche gniazdują kolonijnie. Są monogamiczne, ale prawdopodobnie zmieniają partnera lub partnerkę co roku. Są zdolne wychować najwyżej jedno młode w przeciągu 2 lat. Okres składania jaj przypada głównie na marzec–maj. Według danych z 2005, 65,5% gniazd umieszczonych jest na migdałecznikach właściwych (Terminalia catappa) lub Celtis timorensis. Preferują miejsca osłonięte od wiejących z południowego wschodu pasatów. Gniazda budowane są na wątłych platformach, zbudowanych z luźno posplatanych gałęzi lub winorośli, zebranych głównie przez samca. Obydwa ptaki z pary biorą udział w wysiadywaniu, zmieniając się co kilka dni

## Status, zagrożenia i ochrona
IUCN od 2022 uznaje fregatę białobrzuchą za gatunek narażony na wygnięcie (VU, Vulnerable); wcześniej, od 2000 klasyfikowano ją jako gatunek krytycznie zagrożony wyginięciem (CR, Critically Endangered), a od 1994 – jako gatunek narażony (VU, Vulnerable). W 2003 szacowano liczebność populacji na 2400–4800 dorosłych osobników. Trend liczebności populacji uznawany jest za spadkowy. Zagrożeniem dla tych ptaków jest tępienie przez rybaków przez strzelanie, łapanie i zatruwanie; mogą również łapać się w sieci rybackie i inny sprzęt. Kolonia w Flying Fish Cove została w większości opuszczona przez pył wydobywający się z osuszaczy rotacyjnych używanych przy obróbce fosforytów. Około ⅔ gniazd znajduje się (stan w 2014) w jednej kolonii, co czyni gatunek bardziej narażonym na cyklony. Zdecydowana większość stanowisk lęgowych (90% populacji w 2003) leży w obrębie Parku Narodowego Wyspy Bożego Narodzenia. Gatunek wymieniony jest w I załączniku konwencji CITES.